# Krasnoarmiejskoje
Krasnoarmiejskoje – wieś w Rosji, w obwodzie samarskim. W 2010 roku liczyła 5344 mieszkańców.